# Ángel López del Álamo
Ángel López del Álamo (né le 24 juillet 1949 à Colmenar Viejo dans la Communauté de Madrid) est un coureur cycliste espagnol. Professionnel de 1976 à 1980, il a notamment remporté une étape du Tour d'Espagne.

## Palmarès
- 1975
  - Trophée Iberduero
- 1977
  - 3e du Tour de Navarre
- 1979
  - 13e étape du Tour d'Espagne
  - Trofeo del Sprint
  - 5e étape du Tour de Cantabrie
  - 2e de la Clásica a los Puertos
  - 3e du Trofeo Elola (es)
  - 3e du Tour de La Rioja
  - 3e des Tres Días de Leganés (es)
- 1980
  - 3e de la Clásica a los Puertos
  - 3e du Tour d'Aragon

## Résultats sur le Tour d'Espagne
3 participations
- 1978 : 41e
- 1979 : 31e, vainqueur de la 13e étape
- 1980 : abandon (19e étape)